# Palaeophylia
Palaeophylia es un género de insecto coleóptero de la familia Chrysomelidae.

## Especies
Las especies de este género son:
- Palaeophylia bipunctata (Allard, 1889)
- Palaeophylia borrei (Allard, 1889)
- Palaeophylia duvivieri (Allard, 1889)
- Palaeophylia granulosa Jacoby, 1903
- Palaeophylia maculicollis (Allard, 1889)
- Palaeophylia nigritarsis (Jacoby, 1891)
- Palaeophylia semirugosa Jacoby, 1903
- Palaeophylia tricolor (Fabricius, 1781)
- Palaeophylia viridinitens (Allard, 1889)